# Prodicus meridionalis
Prodicus meridionalis är en mångfotingart som först beskrevs av Filippo Silvestri 1897.  Prodicus meridionalis ingår i släktet Prodicus och familjen Anthroleucosomatidae. Inga underarter finns listade i Catalogue of Life.